# Вацек, Индржих
Индржих Ва́цек (чеш. Jindřich Vacek; 3 августа 1889, Вена, Австро-Венгрия — 20 июля 1946, Каменице-над-Липоу, Чехословакия) — чешский композитор, музыкант и педагог.

## Биография
С детства научился играть на нескольких музыкальных инструментах. Позже поступил в военный оркестр в Винер-Нойштадте, затем был военным музыкантом в Шопрон. Переехав в Богемию, работал в качестве гобоиста в оркестрах сельских театров.
Одно время играл под руководством дирижëра В. Талиха в оркестре Люблянского оперного театра (Словения).
В последующем, в составе многих музыкальных коллективов гастролировал по всему миру. Играл в Алжире, Южной Америке, Германии и Бельгии.
После начала первой мировой войны был призван в австрийскую армию и направлен в музыкальное подразделение в Шопрон. После возникновения государства Чехословакия Индржих Вацек работал в театральных оркестрах в Пльзене и Ческе-Будеёвице.
В Ческе-Будеёвице занимался повышением своё музыкального образования. Окончив школу игры на органе, стал хормейстером, преподавал музыку в городах Пардубице, Високе-Мито и Каменице-над-Липоу.
Среди его учеников — сын Милош (1928—2012), известный чешский композитор.

## Творчество
Индржих Вацек — автор музыкальных произведений разнообразных жанров. Сочинял танцевальную музыку, марши, оперетты, оперы, музыку для театра и духовную музыку.

## Оперетты
- Jen se dohovořit
- Májová noc
- Zlatovláska z myslivny
- Volnosti zdar
- Nanynka z Týnice (оперетта для детей)

## Духовная музыка
- Торжественная месса
- Чешская месса
- Реквием